# Lorenzo Mangiante
Lorenzo Mangiante (Brescia, Italia, 14 de marzo de 1891-Curitiba, Brasil, 16 de junio de 1936) fue un gimnasta artístico italiano, dos veces campeón olímpico en Estocolmo 1912 y Amberes 1920 en el concurso por equipos "sistema europeo".

## Carrera deportiva
En los JJ. OO. de Estocolmo 1912 gana el oro en el concurso de equipos "sistema europeo", por delante de los húngaros y británicos.
Y en las Olimpiadas celebradas en Amberes (Bélgica) en 1920 consigue el oro en el concurso por equipos "sistema europeo", por delante de los belgas (plata) y franceses (bronce), y siendo sus compañeros de equipo los gimnastas: Arnaldo Andreoli, Ettore Bellotto, Pietro Bianchi, Fernando Bonatti, Luigi Contessi, Carlo Costigliolo, Luigi Costigliolo, Giuseppe Domenichelli, Roberto Ferrari, Luigi Cambiaso, Romualdo Ghiglione, Ambrogio Levati, Carlo Fregosi, Vittorio Lucchetti, Luigi Maiocco, Ferdinando Mandrini, Francesco Loi, Antonio Marovelli, Michele Mastromarino, Giuseppe Paris, Manlio Pastorini, Ezio Roselli, Paolo Salvi, Giovanni Tubino, Giorgio Zampori y Angelo Zorzi.